# Psittacule
Cyclopsittini
Tribu
Les Psittacules (les Cyclopsittini) sont une tribu d'oiseaux de la famille des Psittacidae qui vivent du sud-est asiatique au nord de l'Australie. 
Attention aux faux-amis : les oiseaux du genre Psittacula ne sont pas des psittacules et portent bien le nom de perruches dans la nomenclature officielle.

## Description
Les psittacules ont un plumage corporel principalement vert. Leur rectrices sont courtes. Ces oiseaux ont un aspect rondouillard. Chaque espèce dispose d'un motif distinctif de plumes de couleur sur la tête.

## Alimentation
Les psittacules sont frugivores et florivores.

## Liste des genres
Ce taxon regroupe les genres :
- Cyclopsitta Reichenbach, 1850
- Psittaculirostris Gray & Gray, 1859

## Systématique
La famille des tribus des Cyclopsittini a été créée en 1891 par l'ornithologue italien Tommaso Salvadori (1835-1898).